# ماناسائول
ماناسائول (به لاتین: Manasaul) یک منطقهٔ مسکونی در روسیه است که در داغستان واقع شده‌است.